# Циклін-залежна кіназа 9
CDK9 (англ. Cyclin dependent kinase 9) – білок, який кодується однойменним геном, розташованим у людей на короткому плечі 9-ї хромосоми. Довжина поліпептидного ланцюга білка становить 372 амінокислот, а молекулярна маса — 42 778.
| 10         |  | 20         |  | 30         |  | 40         |  | 50         |
| ---------- |  | ---------- |  | ---------- |  | ---------- |  | ---------- |
| MAKQYDSVEC |  | PFCDEVSKYE |  | KLAKIGQGTF |  | GEVFKARHRK |  | TGQKVALKKV |
| LMENEKEGFP |  | ITALREIKIL |  | QLLKHENVVN |  | LIEICRTKAS |  | PYNRCKGSIY |
| LVFDFCEHDL |  | AGLLSNVLVK |  | FTLSEIKRVM |  | QMLLNGLYYI |  | HRNKILHRDM |
| KAANVLITRD |  | GVLKLADFGL |  | ARAFSLAKNS |  | QPNRYTNRVV |  | TLWYRPPELL |
| LGERDYGPPI |  | DLWGAGCIMA |  | EMWTRSPIMQ |  | GNTEQHQLAL |  | ISQLCGSITP |
| EVWPNVDNYE |  | LYEKLELVKG |  | QKRKVKDRLK |  | AYVRDPYALD |  | LIDKLLVLDP |
| AQRIDSDDAL |  | NHDFFWSDPM |  | PSDLKGMLST |  | HLTSMFEYLA |  | PPRRKGSQIT |
| QQSTNQSRNP |  | ATTNQTEFER |  | VF         |  |            |  |            |

A: Аланін

C: Цистеїн

D: Аспарагінова кислота

E: Глутамінова кислота

F: Фенілаланін

G: Гліцин

H: Гістидин

I: Ізолейцин

K: Лізин

L: Лейцин

M: Метіонін

N: Аспарагін

P: Пролін

Q: Глутамін

R: Аргінін

S: Серин

T: Треонін

V: Валін

W: Триптофан

Кодований геном білок за функціями належить до трансфераз, кіназ, серин/треонінових протеїнкіназ, фосфопротеїнів. 
Задіяний у таких біологічних процесах, як транскрипція, регуляція транскрипції, пошкодження ДНК, репарація ДНК, ацетилювання, альтернативний сплайсинг. 
Білок має сайт для зв'язування з АТФ, нуклеотидами. 
Локалізований у цитоплазмі, ядрі.